# Braunwurz-Mönch

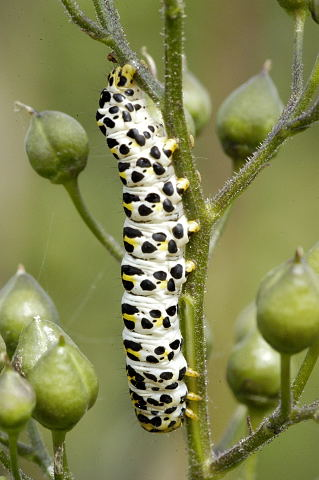
Raupe des Braunwurz-Mönchs, kopfabwärts ruhend

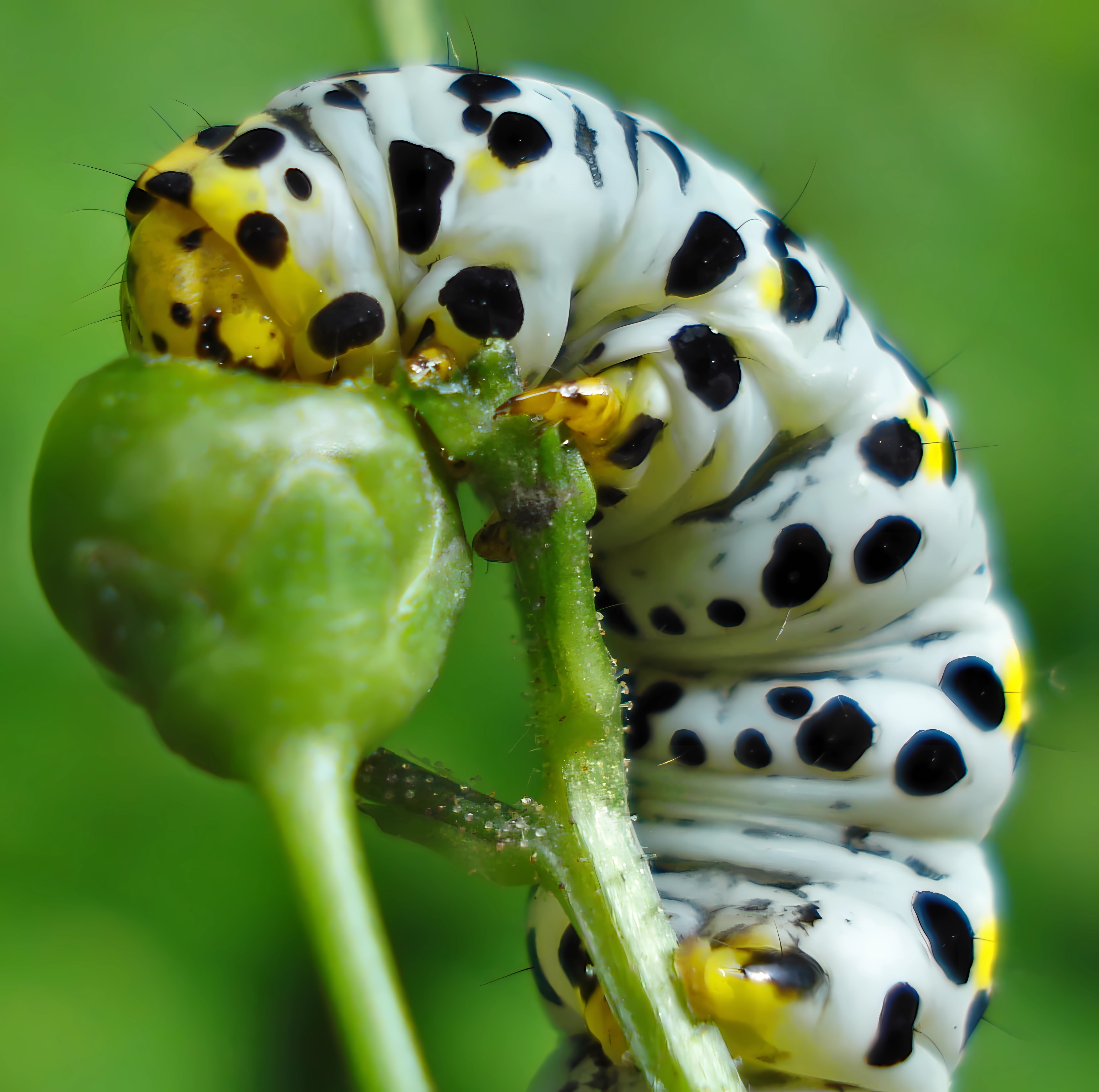
Shargacucullia scrophulariae im Stadium der Raupe an der namensgebenden Scrophularia nodosa fressend

Der Braunwurz-Mönch (Shargacucullia scrophulariae) ist ein Schmetterling (Nachtfalter) aus der Familie der Eulenfalter (Noctuidae).

## Merkmale
Der Braunwurz-Mönch erreicht eine Flügelspannweite um 45 Millimeter. Am Kopf besitzt er einen ausgeprägten Haarschopf. Die Vorderflügel sind braungelb, meist heller als beim ähnlichen Königskerzen-Mönch (Shargacucullia verbasci) und am Vorderrand grau. Der Vorderflügelsaum ist deutlich gewellt. Über dem dunklen Innenrand befindet sich eine leichte Aufhellung, gewöhnlich ohne weißen Wisch. Eine exakte Unterscheidung zum Königskerzen-Mönch ist oft nur mittels Genitaluntersuchung eindeutig möglich. Anhand dieser kann man Unterschiede bei den Valven erkennen.
Die Raupen erreichen eine Länge von bis zu 50 Millimeter und variieren in der Grundfarbe zwischen grün-, blau- oder gelbweißlich. Die gelbe Rückenlinie löst sich in einzelne Flecken auf. Auf jedem Segment befindet sich eine schwarze Zeichnung, die beidseitig zu einem geschlossenen Bogenfleck entwickelt ist. Unterhalb dieser Bogenflecke befinden sich weitere schwarze Flecke. Der Kopf ist gelblich mit schwarzen Punkten. Die Raupen ähneln denen des Graubestäubten Wollkrautmönchs (Shargacucullia lychnitis) und des Königskerzen-Mönchs. Von der zuerst genannten Art kann man sie durch die schwarzen Ringe zwischen den Segmenten unterscheiden, von letzterer durch das kräftigere und einfachere Zeichnungsmuster und die schwarzen senkrechten Striche an den Seiten.
Die Puppe ist von braungelber Farbe.

### Ähnliche Arten
- Graubestäubter Wollkrautmönch Shargacucullia lychnitis (Rambur, 1833)
- Königskerzen-Mönch Shargacucullia verbasci (Linnaeus, 1758)
- Shargacucullia gozmanyi G. & L. Ronkay, 1994
- Shargacucullia scrophulariphila (Staudinger, 1859)

## Geographisches Vorkommen und Lebensraum
Der Braunwurz-Mönch ist eine expansive Art, deren Verbreitungsgebiet im Norden bis zur Nord- und Ostsee reicht. In West- und Mitteleuropa ist die Art weit verbreitet. Von den Britischen Inseln gibt es wenige Nachweise aus dem Süden Englands, auf der Iberischen Halbinsel ist sie im zentralen Spanien verbreitet. Im Süden reicht das Verbreitungsgebiet bis Sizilien und Griechenland. Die südwestlichen und südöstlichen Grenzen des Verbreitungsgebietes sind gegenwärtig wegen der Verwechslungsmöglichkeit mit ähnlichen Arten nur unzureichend bekannt. Ein Nachweis aus Marokko wird als Fehlbestimmung eingestuft. Der östlichste Fundort befindet sich im Westen der Türkei. In Deutschland nimmt die Häufigkeit von Süden nach Norden ab. In den Alpen ist der Braunwurz-Mönch bis auf 1.600 Meter zu finden. Das Fluggebiet erstreckt sich auf Auen, Fluss-, Bach- und Waldränder, aber auch auf Hänge und felsige Gegenden.

## Lebensweise
Der Braunwurz-Mönch bildet eine Generation im Jahr, die Falter fliegen von Mitte Mai bis Mitte August. Die Falter ruhen tagsüber. Sie fliegen in der Dämmerung und am Abend verschiedene Blüten an und kommen auch ans Licht. Die Eier werden einzeln meist an den Blüten der Futterpflanze abgelegt. Die Raupen können von Mitte Juni bis Mitte August angetroffen werden. Sie fressen an folgenden Pflanzen:
- Geflügelte Braunwurz (Scrophularia umbrosa)[1]
- Knotige Braunwurz (Scrophularia nodosa)[5]
- Wasser-Braunwurz (Scrophularia auriculata)[5]
- Hunds-Braunwurz (Scrophularia canina)[5]
- Mehlige Königskerze (Verbascum lychnitis)[1]
- Kleinblütige Königskerze (Verbascum thapsus)[5]

Die Raupen sitzen tagsüber frei an der Pflanze. Offensichtlich wirkt ihre Farbe abschreckend auf Fressfeinde. Sie ernähren sich von Knospen, Blüten und bevorzugt Früchten der Wirtspflanze. Die Verpuppung erfolgt im Herbst im Boden in einem sehr festen Kokon, wobei die Puppen häufig ein bis zwei Jahre überliegen.